# زندنهورست
زندنهورست (بالألمانية: Sendenhorst) هي بلدة ألمانية تقع في ألمانيا في فارندورف. يقدر عدد سكانها بـ 13,373 نسمة .

## المدن التوأمة
مدن كرالييفو وKirchberg هي مدن توأمة لـزندنهورست.

## أعلام
- يوخن وولفرام